# Anthropic
Anthropic PBC és una startup i corporació de benefici públic nord-americana d'intel·ligència artificial (IA), fundada per antics membres d'OpenAI. Anthropic s'especialitza en el desenvolupament de sistemes generals d'IA i models de llenguatge, amb una filosofia d'empresa d'ús responsable de la IA.
Al juliol de 2023, Anthropic havia recaptat 1.500 milions de dòlars en finançament.

## Història
Anthropic va ser fundada l'any 2021 per antics membres sèniors d'OpenAI, principalment els germans Daniela Amodei i Dario Amodei, el darrer dels quals va exercir com a vicepresident d'Investigació d'OpenAI. Els germans Amodei van ser, entre d'altres, els que van abandonar OpenAI a causa de diferències direccionals, concretament pel que fa a les empreses d'OpenAI amb Microsoft el 2019.A finals de 2022, Anthropic havia recaptat US$700milions en finançament, dels quals US$500milions provenien d'Alameda Research. La divisió de núvol de Google va seguir amb una inversió de US$300milions per una participació del 10%, en un acord que obliga a Anthropic a comprar recursos informàtics de Google Cloud. El maig de 2023, Anthropic va recaptar US$450milions en una ronda liderada per Spark Capital.
El febrer de 2023, Anthropic va ser demandada per Anthrop LLC, amb seu a Texas, per l'ús de la seva marca registrada "Anthropic AI" Kevin Roose de The New York Times va descriure l'empresa com el "Centre de AI Doomerism". Va informar que alguns empleats "es van comparar amb els actuals Robert Oppenheimers".
Els periodistes sovint connecten Anthropic amb el moviment d'altruisme efectiu; alguns fundadors i membres de l'equip formaven part de la comunitat o almenys estaven interessats en ella. Un dels inversors de la ronda de la sèrie B va ser Sam Bankman-Fried de l'intercanvi de criptomonedes FTX que es va col·lapsar el 2022.
El 25 de setembre de 2023, Amazon i Anthropic van anunciar una associació estratègica, que inclou Amazon invertint fins a 4.000 milions de dòlars EUA en Anthropic i aquest últim seleccionant Amazon Web Services com el seu principal proveïdor de núvol.